# Fruntești, Bacău
Fruntești este un sat în comuna Filipeni din județul Bacău, Moldova, România.